# Episodi di Detective Conan (nona stagione)
Questa è la lista degli episodi della nona stagione della serie anime Detective Conan.

## Lista episodi
| Nº Ja | Nº It | Titolo italiano Giapponese 「Kanji」 - Rōmaji - Traduzione letterale | In onda           | In onda          |
| Nº Ja | Nº It | Titolo italiano Giapponese 「Kanji」 - Rōmaji - Traduzione letterale | Giapponese        | Italiano         |
| 220   | 239   | Una clientela menzognera - prima parte - 「偽りだらけの依頼人（前編）」 - Itsuwari darake no irainin (zenpen) – "Una clientela menzognera (prima parte)" | 15 gennaio 2001   | 8 febbraio 2005  |
| 220   | 239   | Una signora si presenta da Kogoro per chiedergli di rintracciare un suo vecchio amico che possiede una sua foto. Kogoro riesce a trovare l'abitazione dell'uomo, ma questi è stato ucciso e tra le mani ha la foto che stavano cercando. Conan si accorge che la donna sta raccontando molte bugie sulla sua vita. |                   |                  |
| 221   | 240   | Una clientela menzognera - seconda parte - 「偽りだらけの依頼人（後編）」 - Itsuwari darake no irainin (kōhen) – "Una clientela menzognera (seconda parte)" | 22 gennaio 2001   | 9 febbraio 2005  |
| 221   | 240   | Conan riesce a svelare l'identità dell'assassino e anche quella della donna: si tratta infatti della madre di Heiji che voleva semplicemente scoprire il motivo per cui suo figlio si trova coinvolto in gravi incidenti quando è in compagnia di Kogoro. Heiji, assieme a Kazuha, va a stare per un po' da Kogoro. |                   |                  |
| 222   | 241   | L'isola della sirena - prima parte - 「そして人魚はいなくなった（事件編）」 - Soshite ningyo wa inakunatta (jikenhen) – "E non c'erano più sirene (parte del caso)" | 29 gennaio 2001   | 10 febbraio 2005 |
| 222   | 241   | Heiji e Kazuha invitano Conan, Ran e Kogoro ad andare con loro sull'isola della sirena. Heiji ha ricevuto una convocazione al suo indirizzo da parte di Saori, ma nella lettera questa si rivolge a Shinichi. I due detective vogliono fare chiarezza sull'accaduto. Appena i cinque sbarcano sull'isola, scoprono che proprio in quel giorno si terrà il festival del Dugongo, nel quale tre persone, estratte fra chi ha comprato dei biglietti come in una lotteria, otterranno dall'anziana sacerdotessa dell'isola, che si dice abbia 130 anni, una Freccia del Dugongo, un amuleto che promette l'eterna giovinezza. Durante il festival Kazuha vince una delle frecce ma, non appena la ritira, viene scoperto il cadavere di una ragazza. Pochi giorni dopo durante la veglia funebre della ragazza, Ran e Kazuha scoprono un altro cadavere.                                                             |                   |                  |
| 223   | 242   | L'isola della sirena - seconda parte - 「そして人魚はいなくなった（推理編）」 - Soshite ningyo wa inakunatta (suirihen) – "E non c'erano più sirene (parte della deduzione)" | 5 febbraio 2001   | 11 febbraio 2005 |
| 223   | 242   | Saori, che ha contattato Heiji e Shinichi, sembra sia scomparsa dall'isola poco prima che iniziasse il festival. Conan e Heiji controllano le liste delle persone che hanno acquistato i biglietti della lotteria per ottenere le frecce nelle feste degli anni precedenti e Conan nota nei registri "Shiho". Sull'isola scoppia un incendio e un'altra persona perde la vita. Indagando sul caso, Conan scopre come si sono svolti i fatti e racconta tutto ad Heiji che, per verificarne la veridicità, si reca con Kazuha nel bosco. Heiji scivola e rischia di cadere in un precipizio, ma viene messo in salvo da Kazuha che si sacrifica per lui. |                   |                  |
| 224   | 243   | L'isola della sirena - terza parte - 「そして人魚はいなくなった（解決編）」 - Soshite ningyo wa inakunatta (kaiketsuhen) – "E non c'erano più sirene (parte della soluzione)" | 12 febbraio 2001  | 14 febbraio 2005 |
| 224   | 243   | Conan, una volta risolto il caso, addormenta Kogoro e, sfruttando la sua voce, spiega i fatti ai presenti. In realtà la donna di 130 anni non è mai esistita, ed era un travestimento dell'assassina. Heiji riesce ad afferrare Kazuha per un braccio, ma lei conficca la freccia di Dugongo nella mano del ragazzo sperando che la lasci andare; Heiji però non molla la presa e tutti e due riescono a salvarsi. A fine caso Conan scopre che la lettera era indirizzata a Shinichi perché una coppia, già incontrata dai due detective durante le indagini sulla morte di un diplomatico, aveva raccomandato il detective a Saori. Heiji promette a Kazuha che la proteggerà sempre. |                   |                  |
| 225   | 244   | Un criminale poco furbo 「商売繁盛のヒミツ」 - Shōbai hanjō no himitsu – "Il segreto del commercio fiorente" | 19 febbraio 2001  | 15 febbraio 2005 |
| 225   | 244   | Un compagno di scuola dei Giovani Detective chiede loro aiuto perché crede che un ragazzo appena assunto nel ristorante di famiglia sia un ladro. I ragazzi pensano che l'uomo si sia fatto assumere proprio in quel luogo per poter rubare dalla vicina banca o per recuperare il bottino di una rapina come nel libro scritto da Arthur Conan Doyle. Conan ritiene molto improbabile che al giorno d'oggi accada una cosa simile, ma è costretto a ricredersi. |                   |                  |
| 226   | 245   | Delitto in sala giochi - prima parte - 「バトルゲームの罠（前編）」 - Batoru gēmu no wana (zenpen) – "La trappola del gioco di battaglia (prima parte)" | 26 febbraio 2001  | 16 febbraio 2005 |
| 226   | 245   | Ran e Sonoko vanno in una sala giochi per divertirsi e lì incontrano Jodie, che è un'amante dei videogiochi giapponesi. Un giovane muore avvelenato mentre sta sfidando un altro giocatore ad un videogioco. Anche Conan si trova nella sala e indaga sul caso. |                   |                  |
| 227   | 246   | Delitto in sala giochi - seconda parte - 「バトルゲームの罠（後編）」 - Batoru gēmu no wana (kōhen) – "La trappola del gioco di battaglia (seconda parte)" | 5 marzo 2001      | 17 febbraio 2005 |
| 227   | 246   | La polizia riesce a individuare tre persone che si sono avvicinate alla vittima poco prima che morisse. Conan nota che il comportamento di Jodie è molto strano. Jodie chiama per la prima volta Conan "Cool Guy". Jodie telefona a qualcuno dicendo che ha trovato uno dei suoi obiettivi, che quest'ultimo si presenta a scuola e che lo soprannominerà "Rotten Apple", ovvero "mela marcia". |                   |                  |
| 228   | 247   | Il corso di ceramica - prima parte - 「殺意の陶芸教室（前編）」 - Satsui no tōgei kyōshitsu (zenpen) – "L'aula di ceramica assassina (prima parte)" | 12 marzo 2001     | 18 febbraio 2005 |
| 228   | 247   | Ran e Sonoko si sono iscritte a un corso di ceramica tenuto da un grande maestro. Mentre le due ragazze stanno frequentando una lezione, il genero del maestro viene trovato morto. I sospetti ricadono sull'assistente del maestro. |                   |                  |
| 229   | 248   | Il corso di ceramica - seconda parte - 「殺意の陶芸教室（後編）」 - Satsui no tōgei kyōshitsu (kōhen) – "L'aula di ceramica assassina (seconda parte)" | 19 marzo 2001     | 21 febbraio 2005 |
| 229   | 248   | Conan è convinto che il maestro sia l'assassino, ma non riesce a trovare le prove per incastrarlo. Nel frattempo l'uomo cerca di far ricadere la colpa sulla sua assistente. Conan sorprende l'indiziato mentre cerca di prendere una forbice e quindi pensa che esista ancora una prova che l'assassino non è riuscito ad eliminare. Quando Conan la trova, può finalmente svelare a tutti il diabolico piano messo in atto dal maestro. |                   |                  |
| 230   | 249   | Il dirottamento dell'autobus - prima parte - 「謎めいた乗客（前編）」 - Nazomeita shōgyaku (zenpen) – "Il passeggero misterioso (prima parte)" | 16 aprile 2001    | 22 febbraio 2005 |
| 230   | 249   | In un locale, Gin e Vodka incontrano Vermouth e quando Gin le chiede se ha trovato quello che cercava e se gli dice di chi si tratta, Vermouth risponde "A secret makes a woman woman" ("un segreto è ciò che rende tale una donna") ironizzando sulla passione di lei per i segreti. Intanto Conan, Ai, i Giovani Detective e Agasa prendono l'autobus per raggiungere una località di montagna. Tra i passeggeri ci sono uno strano uomo il cui volto è coperto da una mascherina, il dottor Araide, Jodie, che questa volta definisce Conan "Cool Kid" e due uomini che indossano tute da neve; improvvisamente questi ultimi estraggono delle armi e dirottano l'autobus. I due chiedono che la polizia rilasci un loro complice. Ai prova una sensazione di paura e dice che è tipica di quando è in presenza di qualcuno dell'Organizzazione: infatti, è convinta che uno dei membri si trovi sull'autobus. |                   |                  |
| 231   | 250   | Il dirottamento dell'autobus - seconda parte - 「謎めいた乗客（後編）」 - Nazomeita shōgyaku (kōhen) – "Il passeggero misterioso (seconda parte)" | 23 aprile 2001    | 23 febbraio 2005 |
| 231   | 250   | Conan scopre che tra i passeggeri si nasconde un complice dei dirottatori e sospetta anche dell’uomo con la mascherina. Conan chiede aiuto agli amici e a Jodie per smascherare un complice e salvare così gli ostaggi. Dopo che Conan ha chiesto a Jodie un rossetto, si sente la voce di Vermouth che commenta questa azione e definisce Conan "Cool Guy", ma non si riesce a capire dove si trovi effettivamente. Jodie, quando uno dei criminali le chiede chi sia, pronuncia la frase "A secret makes a woman woman". A fine caso l’uomo con la mascherina contatta qualcuno via radio e dichiara di "non aver trovato l'obiettivo". |                   |                  |
| 232   | 251   | Omicidio o incidente? 「マンション転落事件」 - Manshon tenraku jiken – "Il caso della caduta dell'appartamento" | 7 maggio 2001     | 24 febbraio 2005 |
| 232   | 251   | Kogoro viene contattato da un giovane che gli rivela che un suo amico viene costantemente minacciato da sconosciuti. Quando arrivano all'abitazione dell'uomo per parlargli, questi precipita dal terrazzo della sua abitazione. Conan, che si trova con loro, inizia a sospettare che abbia chiamato Kogoro solo per crearsi un alibi. |                   |                  |
| 233   | 252   | Prova indelebile - prima parte - 「消えなかった証拠（前編）」 - Kienakatta shōko (zenpen) – "La prova non sparita (prima parte)" | 14 maggio 2001    | 25 febbraio 2005 |
| 233   | 252   | Agasa porta con sé i Giovani Detective a casa di un amico, che sta regalando le sue cose poiché deve traslocare. Nella casa vi sono altre tre persone appassionate di cani che stanno prendendo degli oggetti. Doyle, il prezioso cane del proprietario, sparisce misteriosamente e il suo collare viene ritrovato in un inceneritore. |                   |                  |
| 234   | 253   | Prova indelebile - seconda parte - 「消えなかった証拠（後編）」 - Kienakatta shōko (kōhen) – "La prova non sparita (seconda parte)" | 21 maggio 2001    | 28 febbraio 2005 |
| 234   | 253   | Conan, con l'aiuto degli amici, ritrova il cane scomparso. Tutti i presenti sono stupiti dall'intelligenza dei ragazzi e chiedono loro dove hanno trovato Doyle. Conan, allora, esegue una simulazione e mostra loro come si sono svolti i fatti. Ai, che era molto spaventata per la vicenda del dirottamento del bus, ritrova il sorriso. |                   |                  |
| 235   | 254   | Omicidio in cantina 「密室のワインセラー」 - Misshitsu no wainserā – "La cantina chiusa" | 28 maggio 2001    | 1º marzo 2005    |
| 235   | 254   | Kogoro, Conan e Ran sono stati invitati da Hishita ad una serata di degustazione di vini. Hishita viene ucciso in cantina tra gli scaffali dove viene conservato il vino. |                   |                  |
| 236   | 255   | Viaggio nella spiaggia del mistero - prima parte - 「南紀白浜ミステリーツアー（前編）」 - Nanki shirahama mystery tour (misuterī tsuā) (zenpen) – "Il viaggio misterioso alla spiaggia di Banki (prima parte)" | 4 giugno 2001     | 2 marzo 2005     |
| 236   | 255   | Kogoro, Ran e Conan vanno a visitare una località turistica. Qui incontrano un gruppo di ragazzi amanti dell'arte. Una delle componenti del gruppo viene accoltellata e muore. Kogoro e Conan indagano. |                   |                  |
| 237   | 256   | Viaggio nella spiaggia del mistero - seconda parte - 「南紀白浜ミステリーツアー（後編）」 - Nanki shirahama mystery tour (misuterī tsuā) (kōhen) – "Il viaggio misterioso alla spiaggia di Banki (seconda parte)" | 11 giugno 2001    | 3 marzo 2005     |
| 237   | 256   | Conan esegue delle indagini personali e scopre che la vicenda non è andata come sembra. Dei cinque componenti del gruppo almeno tre di loro non hanno detto la verità. Con la voce di Kogoro, Conan riesce ad incastrare l'omicida. |                   |                  |
| 238   | 257   | Morte al ristorante - prima parte - 「大阪“３つのＫ”事件（前編）」 - Ōsaka "mittsu no kei" jiken (zenpen) – "Il caso delle tre K di Osaka (prima parte)" | 18 giugno 2001    | 4 marzo 2005     |
| 238   | 257   | Heiji invita Conan, Ran e Kogoro all'inaugurazione del K3, un nuovo ristorante, gestito da tre stelle del mondo dello sport, tra cui Ray, portiere idolo di Conan. |                   |                  |
| 239   | 258   | Morte al ristorante - seconda parte - 「大阪“３つのＫ”事件（後編）」 - Ōsaka "mittsu no kei" jiken (kōhen) – "Il caso delle tre K di Osaka (seconda parte)" | 25 giugno 2001    | 7 marzo 2005     |
| 239   | 258   | Un giornalista americano viene assassinato e gli indiziati più probabili sono le tre star. Conan è assolutamente convinto che Ray sia innocente, ma scopre che è proprio lui l'assassino. Voleva impedire al giornalista di divulgare informazioni sul presunto uso di doping da parte di Ray, verità confermata dal portiere interrogato in privato da Conan. Ray va a costituirsi spontaneamente. |                   |                  |
| 240   | 259   | Assassinio sul treno - prima parte - 「新幹線護送事件（前編）」 - Shinkansen gosō jiken (zenpen) – "Il caso della scorta sullo Shinkansen (prima parte)" | 2 luglio 2001     | 8 marzo 2005     |
| 240   | 259   | Sato e Takagi stanno trasportando un trafficante di droga su un treno da Osaka a Tokyo, ma quando quest'ultimo viene lasciato solo in bagno si pugnala al petto. Durante le indagini, però, si scopre che in un primo momento aveva fatto finta di suicidarsi, usando dell'eparina, simulando la perdita di sangue, poi invece qualcun altro l'ha ucciso veramente. |                   |                  |
| 241   | 260   | Assassinio sul treno - seconda parte - 「新幹線護送事件（後編）」 - Shinkansen gosō jiken (kōhen) – "Il caso della scorta sullo Shinkansen (seconda parte)" | 9 luglio 2001     | 9 marzo 2005     |
| 241   | 260   | Grazie all'aiuto di Conan, si scoprono i tre principali indiziati che potrebbero aver dato il segnale alla vittima per andare in bagno. Il caso viene risolto brillantemente e Sato sembra essere molto felice che Takagi non provi niente per Yumi. |                   |                  |
| 242   | 261   | Sulle tracce di Genta 「元太少年の災難」 - Genta shōnen no sainan – "La disgrazia del ragazzo Genta" | 16 luglio 2001    | 10 marzo 2005    |
| 242   | 261   | Genta si comporta in modo strano, così gli altri membri dei Giovani Detective lo inseguono e scoprono che da alcuni giorni viene pedinato da un uomo misterioso che vuole ucciderlo. A fine caso, Ai svela a Conan che Gin è mancino. |                   |                  |
| 243   | 262   | L'impostore - prima parte - 「毛利小五郎のニセ者（前編）」 - Mori Kogorō no nisemono (zenpen) – "Il falso Kogoro Mori (prima parte)" | 23 luglio 2001    | 11 marzo 2005    |
| 243   | 262   | Un uomo va in una pensione spacciandosi per Kogoro e ritira una piccola valigetta. Quando Kogoro arriva accompagnato da Ran, Conan e Yamamura, l'impostore viene trovato impiccato nella sua stanza. |                   |                  |
| 244   | 263   | L'impostore - seconda parte - 「毛利小五郎のニセ者（後編）」 - Mori Kogorō no nisemono (kōhen) – "Il falso Kogoro Mori (seconda parte)" | 30 luglio 2001    | 14 marzo 2005    |
| 244   | 263   | La valigetta ritirata contiene alcuni giornali sportivi: Conan scopre che tra le pagine c'è un codice segreto per trovare un tesoro e sospetta che uno dei dipendenti della pensione lo stia cercando. |                   |                  |
| 245   | 264   | Uno sparo misterioso 「ヒマワリ館の銃声」 - Himawari-kan no jūsei – "Lo sparo alla casa del girasole" | 6 agosto 2001     | 15 marzo 2005    |
| 245   | 264   | Conan, Ran e Kogoro vengono contattati da Kanazawa perché si sente pedinato e, come prova, mostra loro delle fotografie. La sera, però, durante la cena all'aperto si sente uno sparo provenire dall'interno e Kanazawa viene trovato morto. |                   |                  |
| 246   | 265   | Il mistero avvolto nella rete - prima parte - 「網にかかった謎（前編）」 - Ami ni kakatta nazo (zenpen) – "Il mistero avvolto nella rete (prima parte)" | 13 agosto 2001    | 16 marzo 2005    |
| 246   | 265   | Conan è in vacanza al mare con i Giovani Detective e Agasa e incontra Ran e Sonoko che stanno passando lì le vacanze; mentre sono in acqua, tutti assistono a una lite fra tre bagnini della spiaggia con un pescatore. La sera l'uomo viene ritrovato morto in mare avvolto da una rete. |                   |                  |
| 247   | 266   | Il mistero avvolto nella rete - seconda parte - 「網にかかった謎（後編）」 - Ami ni kakatta nazo (kōhen) – "Il mistero avvolto nella rete (seconda parte)" | 20 agosto 2001    | 17 marzo 2005    |
| 247   | 266   | Proseguono le indagini guidate da Yokomizo e sembra che i tre bagnini abbiano un alibi per l'ora del delitto. Conan però riesce a scoprire come uno dei tre ha potuto commettere l'omicidio pur trovandosi lontano dalla spiaggia. A fine caso Ran e Ai si presentano. |                   |                  |
| 248   | 267   | Delitto in collina 「癒しの森のアリバイ」 - Iyashi no mori no aribai – "L'alibi della foresta terapeutica" | 27 agosto 2001    | 18 marzo 2005    |
| 248   | 267   | Conan, Ran e Kogoro vanno in vacanza in una pensione di un piccolo paesino in collina. Il giorno dopo, però, il sindaco del paese viene trovato morto nella sua abitazione. Inizialmente la polizia pensa che si tratti di una rapina degenerata in omicidio, ma Conan pensa che l'assassino sia uno dei figli della vittima. |                   |                  |
| 249   | 268   | Il segreto delle popstar - prima parte - 「アイドル達の秘密（前編）」 - Aidoru-tachi no misshitsu (zenpen) – "Il segreto delle idol (prima parte)" | 3 settembre 2001  | 21 marzo 2005    |
| 249   | 268   | Kogoro riceve una lettera da Yoko che lo invita ad una festa di fidanzamento a casa di Kaoru. Oltre alla coppia, a Yoko e alla famiglia di Kogoro, partecipano alla festa anche altre due star e un manager. Durante la serata Kaoru viene trovata in fin di vita nella stanza da bagno. |                   |                  |
| 250   | 269   | Il segreto delle popstar - seconda parte - 「アイドル達の秘密（後編）」 - Aidoru-tachi no misshitsu (kōhen) – "Il segreto delle idol (seconda parte)" | 10 settembre 2001 | 22 marzo 2005    |
| 250   | 269   | Kaoru viene immediatamente trasportata in ospedale dove viene operata. La polizia inizia ad indagare per scoprire chi ha cercato di ucciderla. Quando l'ospedale comunica che Kaoru è fuori pericolo, una sua amica che ha cercato di ucciderla cerca di suicidarsi, ma Conan, che nel frattempo ha risolto il caso, glielo impedisce. |                   |                  |
| 251   | 270   | Tragedia all'OK Ranch 「ＯＫ牧場の悲劇」 - Ō-kei bokujō no higeki – "Tragedia alla fattoria OK" | 17 settembre 2001 | 23 marzo 2005    |
| 251   | 270   | Allo "OK Ranch" una cavalla si imbizzarrisce e uccide una delle persone addette alla cura degli animali. Conan, Ran e Kogoro sono sul posto e indagano sul caso. Conan non è convinto che sia stato il cavallo a uccidere l'uomo. |                   |                  |
| 252   | 271   | Il rapimento 「絵の中の誘拐犯」 - E no naka no yūkaihan – "Il rapimento nel dipinto" | 8 ottobre 2001    | 24 marzo 2005    |
| 252   | 271   | I Giovani Detective notano una persona che porta un sacchetto pieno di soldi. Pensando che si tratti del pagamento di un riscatto, i ragazzi lo bloccano. I loro sospetti erano fondati e quindi Conan avverte la polizia. Megure scopre che un bambino che ama molto disegnare, nipote di un ricco industriale, è stato rapito e che, per non farsi scoprire, il denaro dovrà essere versato su di un conto corrente svizzero. Conan e i suoi amici conducono un'indagine parallela a quella della polizia e analizzano i disegni del bambino per poterlo ritrovare. |                   |                  |
| 253   | 272   | Storia d'amore alla centrale di polizia - prima parte - 「本庁の刑事恋物語４（前編）」 - Honchō no keiji koi monogatari four (zenpen) – "Storia d'amore alla centrale di polizia 4 (prima parte)" | 15 ottobre 2001   | 25 marzo 2005    |
| 253   | 272   | Sato viene convinta dalla madre a concedere un appuntamento (miai) ad uno dei suoi ammiratori e sceglie a caso una lettera di un pretendente: Shiratori. Yumi incontra Conan, Ran e Sonoko e dice loro che invierà un messaggio a Takagi per dirgli di correre subito da Sato per salvarla. Tuttavia Takagi e Chiba si imbattono in un rapinatore che, dopo aver derubato un supermercato, si nasconde nei bagni pubblici: da essi escono tre persone. Il caso sembra semplice, ma tre testimoni danno versioni contrastanti sull'aspetto del rapinatore. |                   |                  |
| 254   | 273   | Storia d'amore alla centrale di polizia - seconda parte - 「本庁の刑事恋物語４（後編）」 - Honchō no keiji koi monogatari four (kōhen) – "Storia d'amore alla centrale di polizia 4 (seconda parte)" | 22 ottobre 2001   | 28 marzo 2005    |
| 254   | 273   | Takagi deve riuscire a risolvere il caso prima del tramonto, altrimenti Sato sposerà Shiratori: per fortuna può contare sull'aiuto di Conan che lo contatta telefonicamente utilizzando la voce di Shinichi. Akai si aggira ancora con atteggiamenti sospetti attorno ai ragazzi. Ran lo nota e le sembra di averlo già visto da qualche parte. |                   |                  |